# Lud Wolności

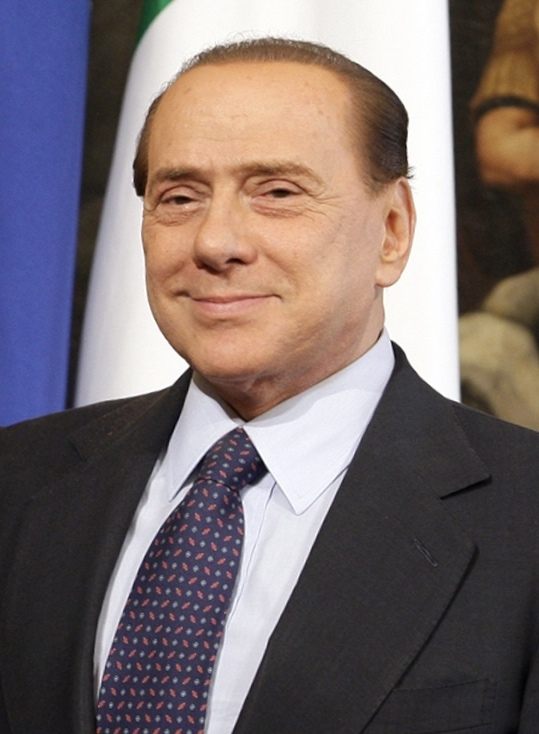
Silvio Berlusconi – były premier i lider PdL

Lud Wolności (wł. Popolo della Libertà, PdL) – włoska partia polityczna o profilu centroprawicowym.
Zainicjowana w 2007 przez Silvia Berlusconiego jako federacja Forza Italia, Sojuszu Narodowego i niektórych mniejszych formacji wchodzących w skład Domu Wolności, przekształcona w jednolite ugrupowanie na kongresie przeprowadzonym od 27 do 29 marca 2009. 16 listopada 2013 Lud Wolności został rozwiązany, a jego miejsce zajęła partia Forza Italia, nawiązująca nazwą do pierwszego ugrupowania Silvia Berlusconiego.

## Zapowiedź nowego ugrupowania
Skonkretyzowana koncepcja utworzenia nowej szerokiej formacji na bazie dotychczasowej koalicji Dom Wolności pojawiła się na jesieni 2007 jako odpowiedź na powołanie przez niektóre środowiska Unii Partii Demokratycznej. Początkowo inicjatywa ta spotkała się z krytyką ze strony głównego koalicjanta FI Sojuszu Narodowego, Gianfranca Finiego. W tym samym czasie w ramach trwającej trzy dni akcji stronnicy byłego premiera zebrali około 7 milionów podpisów, żądając dymisji centrolewicowego rządu Romano Prodiego i przedterminowych wyborów parlamentarnych. W ramach przygotowań do budowy nowej partii od listopada 2006 tworzono satelicki wobec Forza Italia ruch Koła Wolności, na którego czele stanęła Michela Vittoria Brambilla, dziennikarka, przedsiębiorca i bliska współpracowniczka Silvia Berlusconiego.
Zgodnie z ogłoszoną zapowiedzią nowa partia miała przyjąć charakter federacji, do której mogłyby przystępować poszczególne ugrupowania, ruchy polityczne i osoby indywidualne. W ramach sondażowego głosowania przeprowadzonego na początku grudnia 2007 spośród dwóch propozycji nazwy: Lud Wolności i Partia Wolności wybrano pierwszą z nich.

## Przygotowania do wyborów
Upadek rządu Romano Prodiego i będąca tego konsekwencją decyzja prezydenta Giorgia Napolitano o wyznaczeniu na 13 i 14 kwietnia 2008 przedterminowych wyborów parlamentarnych przyspieszyła przekształcenia w ramach dotychczasowego Domu Wolności. 8 lutego tego roku przywódcy dwóch największych sił tej koalicji, Forza Italia i Sojuszu Narodowego, uzgodnili wspólny start w ramach jednej listy pod nazwą Lud Wolności. Podpisano także porozumienie o blokowaniu regionalnych list wyborczych PdL z Ligą Północną Umberto Bossiego (czwartą siłą dotychczasowej koalicji) oraz Ruchem dla Autonomii. Do porozumienia nie przystąpiła Unia Chrześcijańskich Demokratów i Demokratów Centrum. Nie zgodzono się na udział w PdL partii Popolari-UDEUR.

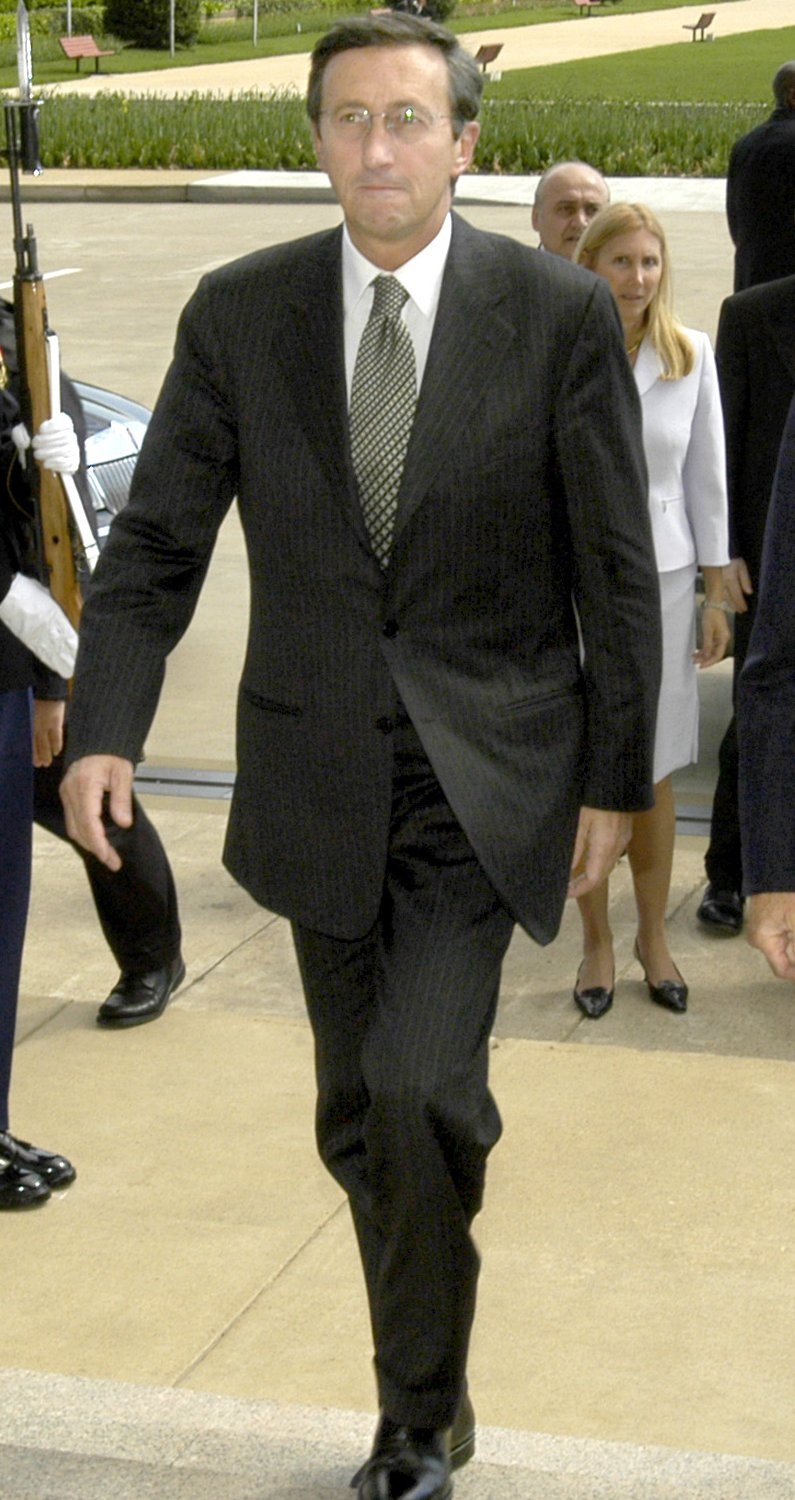
Gianfranco Fini – przewodniczący Izby Deputowanych XVI kadencji (odszedł z PdL w 2010)

Lud Wolności utworzyły ugrupowania konserwatywne, umiarkowanie liberalne, chadeckie, regionalne i personalistyczne, a także grupy działaczy z ugrupowań, które nie przystąpiły do federacji. Wśród nich podstawową rolę odgrywały dwa stronnictwa:
- Naprzód, Włochy! (Forza Italia),
- Sojusz Narodowy (Alleanza Nazionale).

Poza nimi PdL zasiliła grupa średnich i małych ugrupowań, wśród nich:
- Chrześcijańska Demokracja dla Autonomii (Democrazia Cristiana per le Autonomie),
- Nowa Włoska Partia Socjalistyczna (Nuovo Partito Socialista Italiano),
- Liberalni Demokraci (Liberaldemocratici),
- Liberalni Reformatorzy (Riformatori Liberali),
- Włoska Partia Republikańska (Partito Repubblicano Italiano),
- Akcja Socjalna (Azione Sociale),
- Partia Emerytów (Partito dei Pensionati),
- Liberalni Ludowcy (Popolari Liberali),
- Włosi w Świecie (Italiani nel Mondo).

PdL wzmocniły też afiliowane przy Forza Italia różne organizacje społeczne, w tym Circoli della Libertà.
Umowy o blokowaniu list z PdL podpisały natomiast:
- Liga Północna (Lega Nord),
- Ruch dla Autonomii (Movimento per l'Autonomia).

## Działalność

### Wybory 2008 i nowy rząd
Koalicja centroprawicy, obejmująca ostatecznie trzy zblokowane listy: PdL, LN (w okręgach północnych i środkowych) i MpA (w okręgach południowych) wygrała zdecydowanie wybory, uzyskując po około 47% głosów do każdej izby parlamentu, otrzymując 344 miejsca w Izbie Deputowanych (276 dla PdL, 60 dla LN i 8 dla MpA) oraz 174 w Senacie (odpowiednio 174, 25 i 2).
Spośród parlamentarzystów PdL większość mandatów otrzymali przedstawiciele Forza Italia i Sojuszu Narodowego. Pozostali sojusznicy uzyskali od 1 do 6 parlamentarzystów. Przedstawiciele Ludu Wolności objęli stanowiska przewodniczących obu izb parlamentu, a także większość stanowisk rządowych w czwartym gabinecie Silvio Berlusconiego w ramach powyborczej koalicji z Ligą Północną i Ruchem dla Autonomii.

### Kongres zjednoczeniowy
Po wyborach podjęto dalsze działania celem utworzenia jednolitego ugrupowania. We wrześniu 2008 powołano liczącą 114 osób Komisję Konstytucyjną. W jej skład weszli przedstawiciele następujących ugrupowań:
- Forza Italia – 64 (w tym reprezentanci afiliowanych zrzeszeń i ruchu politycznego Decidere!),
- Sojusz Narodowy – 33,
- Chrześcijańska Demokracja dla Autonomii i Liberalni Ludowcy – po 3,
- Nowa Włoska Partia Socjalistyczna – 2,
- Liberalni Reformatorzy, Włoska Partia Republikańska, Akcja Socjalna, Partia Emerytów – po 1.

Pozostałe 5 miejsc przyznano indywidualnie liderom partii Włosi w Świecie, partii Chrześcijańska Demokracja, Prawicowych Libertarian (rozłamowcom z „Prawicy”), Federacji Chrześcijańskich Ludowców (rozłamowcom z Białej Róży) oraz Lambertowi Diniemu, założycielowi Liberalnych Demokratów.
W marcu 2009 dwa największe ugrupowania, Forza Italia i Sojusz Narodowy, podjęły uchwały o samorozwiązaniu. Podobne decyzje przyjęła część pozostałych partii (w tym Liberalni Reformatorzy, Liberalni Ludowcy, Akcja Socjalna, Nowa PSI, Chrześcijańska Demokracja dla Autonomii, Federacja Chrześcijańskich Ludowców, Włosi w Świecie), inne postanowiły działać jako ugrupowania autonomiczne stowarzyszone z PdL (m.in. Włoska Partia Republikańska).
Od 27 do 29 marca 2009 w Rzymie odbył się zjazd zjednoczeniowy, na który wybrano 6 tys. delegatów (3500 z Forza Italia, 1800 z AN i 700 spośród pozostałych koalicjantów). Kongres uchwalił powołanie jednolitej partii politycznej, wybrał jednogłośnie Silvia Berlusconiego na prezydenta Ludu Wolności, jak też powołał trzech krajowych koordynatorów (Sandra Bondiego, Ignazia La Russę i Denisa Verdiniego).

### PdL od 2009 do 2013
W wyborach europejskich w 2009 PdL odniósł kolejne zwycięstwo, zdobywając 29 z 72 mandatów. Również dobre wyniki uzyskiwał w wyborach regionalnych w 2010, utrzymując dotychczasowe regiony i wygrywając w kilku innych. W 2010 nasilił się konflikt między liderami Ludu Wolności, w konsekwencji pod koniec lipca tego samego roku partię opuścił Gianfranco Fini i jego zwolennicy (m.in. ponad 30 deputowanych), którzy utworzyli frakcję parlamentarną Przyszłość i Wolność.
Kryzys finansowy doprowadził do upadku zdominowanego przez PdL rządu Silvia Berlusconiego, którego na stanowisku premiera w listopadzie 2011 zastąpił go Mario Monti, bezpartyjny senator dożywotni i były członek Komisji Europejskiej. Partia popierała początkowo techniczny gabinet, wycofała się jednak oficjalnie w grudniu 2012, co skutkowało dymisją premiera.
Na potrzeby wyborów parlamentarnych w 2013 Lud Wolności zorganizował blok wyborczy z Ligą Północną, partią Bracia Włosi – Centroprawica Narodowa i mniejszymi ugrupowaniami. Koalicja uzyskała poparcie około 30% wyborców, nieznacznie przegrała z lewicą skupioną wokół Partii Demokratycznej. W jej ramach PdL z wynikiem około 22% wprowadził po około 100 przedstawicieli do każdej z izb w parlamencie. Po dwumiesięcznym kryzysie politycznym partia zdecydowała się na współtworzenie z centrolewicową PD i blokiem Mario Montiego szerokiej koalicji, która powołała rząd Enrica Letty. W ramach tego gabinetu przedstawiciele PdL objęli pięć tek ministerialnych, w tym Angelino Alfano urząd wicepremiera.
28 czerwca 2013 Silvio Berlusconi zadeklarował zamiar reaktywacji partii Forza Italia i przekształcenia Ludu Wolności w koalicję ugrupowań centroprawicowych. 1 sierpnia został prawomocnie skazany za przestępstwa podatkowe na karę pozbawienia wolności. Wyrok ten spowodował dyskusję dotyczącą możliwości sprawowania mandatu senatorskiego przez lidera PdL. Konsekwencją stało się ostrzejsze krytykowanie współtworzonego rządu i dążenie części działaczy do zerwania koalicji. 18 września Silvio Berlusconi proklamował powołanie nowej formacji pod nazwą Forza Italia. Półtora tygodnia później wezwał ministrów z PdL do rezygnacji z zajmowanych stanowisk, co spotkało się z ich odmową.
25 października 2013 Lud Wolności podjął decyzję o zawieszeniu działalności i przeformowaniu się w nową partię. Do rozwiązania partii doszło ostatecznie 16 listopada 2013. Dzień wcześniej część działaczy partii, w tym wszyscy jej ministrowie i około 60 parlamentarzystów, powołało formację pod nazwą Nowa Centroprawica, która pozostała członkiem koalicyjnego gabinetu.